# إريك غود
إريك غود (بالإنجليزية: Erich Goode)‏ هو أستاذ جامعي أمريكي، ولد في 1938.